# Kyaxares I.
Kyaxares I. (medisch Ḫavachštra, kurdisch Keyxusrew, elamisch Šattarrida, assyrisch Kaštarita, babylonisch Hašatritti) war Begründer und erster König des medischen Stammesverbandes. 
Er wird auch mit dem mannaiischen König Deiokes (assyrisch Daiukku) gleichgesetzt, der vom Richter zum König aufgestiegen war. 
Dieser verbündete sich 716 v. Chr. im Krieg gegen Sargon II.  mit dem Königreich Urartu, wurde gefangen genommen und 715 v. Chr. von Sargon II. ins syrische Hama verbannt.
Es wird eine Regierungszeit von 768–715 v. Chr. angesetzt, da Herodot Deiokes 53 Jahre gibt. Kyaxares stellt keinen Eigennamen dar, sondern bezeichnet den  Amtstitel Selbstherrscher. Er verlegte den Hauptsitz seiner Regierung nach Ekbatana. Sargon II. berichtet in seinem 8. Feldzug vom Mederfürsten Kyaxares I., der in Parsava (Perserland) Tribut südöstlich des Urmiasees erbrachte.